# Comunismo di guerra
Il comunismo di guerra (in russo военный коммунизм?, voennyj kommunizm), è l'espressione coniata a posteriori, per indicare l'insieme di provvedimenti economici e sociali presi nella Russia postrivoluzionaria guidata da Vladimir Lenin e dal Partito bolscevico tra il 1918 e il 1921 durante la guerra civile russa. Il comunismo di guerra iniziò nel giugno 1918, applicato dal Consiglio superiore dell'economia nazionale (in russo Высший Совет Народного Хозяйства?), noto come Vesencha, su decreto del Soviet Supremo.

## Contesto
Quando i bolscevichi nel novembre 1917 prendono il potere a Pietrogrado, lo stato russo è in uno stato di decadenza, l'esercito non esiste quasi più, l'impero è in procinto di dissoluzione sotto l'azione delle forze centrifughe e la popolazione preda di enormi convulsioni sociali e rivoluzionarie; è inoltre ancora in corso la guerra contro la Germania. In queste condizioni, inizialmente molti hanno visto la Rivoluzione d'ottobre come un episodio transitorio e pochi hanno creduto nella sopravvivenza duratura del nuovo regime bolscevico. Già dal 12 novembre, il nuovo potere deve sconfiggere un tentativo di riconquista di Pietrogrado guidato da Aleksandr Fëdorovič Kerenskij e dai cosacchi del Generale Pëtr Nikolaevič Krasnov. Questi ultimi sono supportati a Pietrogrado anche da un ammutinamento di cadetti ("junkers"), dei quali i socialisti rivoluzionari hanno preso il comando. Gli "junkers" vengono rapidamente sconfitti dalle guardie rosse. Arrivati a 20 chilometri dalla capitale, i cosacchi incontrarono la resistenza di quest'ultimo e subirono perdite significative. Da parte sua, il grande quartier generale (la "stavka") dell'esercito russo annuncia la sua volontà di marciare su Pietrogrado "per ristabilire l'ordine". Insieme ai leader del partito socialista rivoluzionario, Černov e Avram Goc, propone la creazione di un "governo dell'ordine". Tuttavia, la massa di soldati passa gradualmente ai bolscevichi, arrestando gli ufficiali. 
Successivamente Lenin invita i soldati ad opporsi al tentativo controrivoluzionario degli ufficiali, a eleggere rappresentanti e avvia direttamente negoziati di armistizio. Il 18 novembre, lo staff contro-rivoluzionario deve fuggire a sud, mentre il generalissimo Nikolaj Nikolaevič Duchonin viene massacrato dai suoi stessi soldati. L'armistizio con gli imperi centrali è firmato il 15 dicembre. Durante i negoziati in corso a Brest-Litovsk, i bolscevichi cercano soprattutto di guadagnare tempo in attesa che il contagio rivoluzionario si estenda oltre le linee tedesche. Ma fu solo nel marzo del 1918, quando queste speranze furono deluse, che fu firmato il duro trattato di Brest-Litovsk.
Dalla primavera del 1918, sia nelle città che nelle campagne, le opposizioni si innalzarono contro il nuovo regime, sia popolari, liberali, socialiste o monarchiche - mentre le potenze straniere iniziarono a intervenire sul territorio russo. Gli stessi bolscevichi presero il comando fondando una polizia politica, la Čeka, nel dicembre 1917, e sciogliendo l'Assemblea costituente russa dopo il suo primo incontro nel gennaio 1918. Nella primavera del 1918, dopo aver rinviato la resa dei conti coi partiti borghesi e liberali, hanno ingaggiato una repressione degli anarchici, rompendo poi pure con i socialisti rivoluzionari di sinistra. 
Dopo alcuni sporadici combattimenti nell'autunno del 1917, la primavera del 1918 fu segnata dalla costituzione di un primo esercito bianco nella regione del Don, composto da migliaia di ufficiali e cosacchi, nonché dal generale Lavr Kornilov, il quale, arrestato in seguito al suo tentativo di putsch a settembre 1917, era evaso dal monastero dove si trovava internato. L'esercito volontario è formato dal generale Michail Alekseev. Questo esercito reprime le rivolte bolsceviche a Rostov sul Don e Taganrog, il 26 novembre e il 2 gennaio. Le Guardie dei lavoratori rossi di Mosca e Pietrogrado, sotto il comando di Vladimir Aleksandrovič Antonov-Ovseenko convergono verso sud e conducono una guerra inseguendo Kornilov. È a tal punto che, apprendendo la rotta dei bianchi, Lenin pensa di poter esclamare, il 1º aprile 1918, che la guerra civile è finita. In realtà, è dall'estate del 1918 che inizia la guerra civile russa, il cui esito finale consente la sopravvivenza del nuovo regime, ma a un prezzo molto pesante.

## Prodromi
Al fine di stabilire un'economia pianificata socialista, i bolscevichi dall'ottobre 1917 approvarono numerose leggi e decreti per abolire la proprietà privata dei mezzi di produzione. Oltre alla proprietà privata, la legge sulle successioni fu abolita e la proprietà urbana espropriata suddividendo i locali su base di equità. Le case delle classi benestanti sono collettivizzate: gli appartamenti collettivi entrano così nella vita dei russi. Mentre la valuta crolla e il paese vive del baratto e dei salari pagati in natura, il regime offre alloggio gratuito, trasporti, acqua, elettricità e servizi pubblici, tutto preso in mano dallo Stato. Presero provvedimenti contro la fame e la carenza di cibo causati dalla guerra mondiale e poi aggravati dalla guerra civile russa creando il Commissariato popolare per l'alimentazione, il quale iniziò un sistema di razionamento finalizzato all'equità ma da alcuni disprezzato come "dittatura dell'approvvigionamento" che costituì in seguito la pietra miliare del comunismo di guerra. Nel dicembre 1917 viene creato il Vesencha sotto la guida di Jurij Larin, come principale strumento per l'attuazione delle misure di politica economica, vale a dire gestire la centralizzazione dell'economia nazionale.
Il comunismo di guerra si inserì in un contesto preceduto da svariati eventi: dopo la rivoluzione di febbraio, in parte spontaneamente, in parte su incoraggiamento dei bolscevichi, proliferarono i comitati dei lavoratori che assunsero la gestione diretta degli impianti di produzione, il cui volume di produzione così precipitò nel caos per una combinazione di fattori: gli ostacoli all'ottenimento di materie prime e combustibili e l'indebolimento della disciplina dei lavoratori nel quadro dell'instabilità politica e amministrativa, nonché la relativa incapacità dei caporioni che li guidavano; il monopolio agricolo statale fu imposto dal governo provvisorio. Dopo la rivoluzione di ottobre i bolscevichi riconobbero il controllo dei lavoratori nelle aziende, ma a dicembre crearono il Consiglio superiore dell'economia per stabilire norme generali per l'organizzazione produttiva. La politica di tale organismo era volta a nazionalizzare le grandi aziende e fungeva anche da tramite con gli ex proprietari per contare sulla loro collaborazione nel recupero dell'apparato produttivo. Tuttavia, la presenza congiunta dell'ex amministrazione e dei comitati dei lavoratori guidati dai caporioni è durata molto poco. Nel frattempo il 12 gennaio 1918 il III Congresso dei Soviet di tutta la Russia ratifica la "Dichiarazione dei diritti dei lavoratori e degli sfruttati", ed il 19 febbraio viene scritta la "Legge fondamentale della socializzazione della Terra", primo passo verso una difficile ritrattazione da quanto scritto frettolosamente nel precedente Decreto sulla terra; viene decretato che i contadini situati nelle regioni di produzione chiave dovrebbero consegnare i cereali in eccesso raccolti in cambio di manufatti. Solo gli agricoltori che avevano concesso l'eccedenza potevano utilizzare i mulini statali. Nel giugno si avvia una campagna di nazionalizzazione di diverse industrie su larga scala, condotta in risposta alla crescente anarchia nelle fabbriche gestite dai caporioni e alle urgenze poste dalla guerra civile. Tuttavia, la nazionalizzazione ha riscontrato problemi derivati dalla dipendenza delle piccole e medie industrie da quelle grandi. Nello stesso tempo fu attuata la cosiddetta "rivoluzione agraria", che fu la ridistribuzione dei seminativi da trasferire ai contadini poveri. La rivoluzione agraria non è riuscita a risolvere la carenza causata dalla sovrappopolazione rurale e ha anche riportato la campagna alla qualità del comune arcaico con i suoi metodi inefficienti.

## Pratica
Viene adottato il razionamento al posto del denaro (che comunque aveva oramai perduto ogni valore e già non era quasi più utilizzato), e le entrate tributarie sono sostituite in agricoltura e artigianato da requisizioni eseguite dalle famigerate squadre annonarie e nell'industria e terziario dal servizio di corvée; la libertà di commercio (praticabile col mezzo del baratto) viene inizialmente permessa per poi essere bandita in novembre, mentre quella di impresa (sottoposta alle requisizioni del prodotto) rimane garantita ma è esplicitamente proibito l'utilizzo di manodopera dipendente (limitandola perciò all'artigianato e alla conduzione familiare, tuttavia la violazione di tale regola verrà spesso pragmaticamente "tollerata" in virtù di presunte esigenze produttive nazionali, ma i datori di lavoro saranno marchiati indelebilmente con l'epiteto di parassiti sociali). Subito avviene la prima rivolta contro questo sistema, a Balakovo dove i "kombedy" (ex contadini poveri divenuti proprietari con il "decreto sulla terra" del 7 novembre 1917 e che dall'11 giugno possono riunirsi in propri soviet) linciano gli esattori bolscevichi; questo tipo di rivolte nel corso dei successivi due anni si susseguiranno una dietro l'altra (in un paese rurale nel quale l'agricoltura era il fondamento) e relativa necessità di reprimerle, coinvolgendo complessivamente alla fine praticamente l'intero territorio russo seppur con cadenze temporali diverse.

## Analisi politica
Fu nella primavera del 1921 che l'espressione "comunismo di guerra" venne ufficialmente utilizzata per la prima volta per fare riferimento alle misure adottate dai bolscevichi dal 1918 al 1921, quando la politica così nominata (in maniera dispregiativa) fu sostituita dalla nuova politica economica. L'espressione comunismo "di guerra" fu forgiata per criticare il periodo e al contempo giustificare con le condizioni di guerra i severi provvedimenti presi. 
È stato a lungo dibattuto se il "comunismo di guerra" rappresentasse una vera politica economica nel vero senso della frase, o semplicemente un insieme di misure intese a far fronte alle difficoltà della guerra civile. Esistono diversi modelli di interpretazione tra gli storici sulla guerra civile russa e sul significato e lo scopo del comunismo di guerra, se il comunismo di guerra fu una coerente realizzazione del progetto socialista dei bolscevichi, basato sulle idee pre-rivoluzionarie di Lenin, oppure solo indotto dal fattore storico. Secondo la storiografia sovietica, ufficialmente l'amministrazione bolscevica al potere adottò questa politica con l'obiettivo di mantenere le città (il proletario operaio) e l'Armata Rossa riforniti di cibo e armi nel momento in cui le circostanze dettarono misure apparentemente estreme mentre la guerra civile in corso interrompeva i normali meccanismi e relazioni dell'economia. L'insieme dei provvedimenti era visto come una necessaria reazione contingente alla situazione critica in cui versava il paese, dilaniato dalla guerra civile e minacciato dall'intervento straniero, in cui il rublo aveva oramai perduto ogni valore, con un'economia disastrata dalla prima guerra mondiale e dalla recente rivoluzione. Secondo questa interpretazione lo stato bolscevico minacciato dalle truppe bianche sia a ovest (dove agivano di concerto con i cosacchi) che a est, per respingere i loro attacchi e far fronte alla carestia era ufficialmente ritenuto necessario un controllo diretto delle derrate alimentari e della produzione industriale da parte dello stato. Il principale artefice della creazione postuma del mito dell'instaurazione del comunismo "di guerra" come evento improvvisato indotto unicamente dalle necessità di far fronte alle esigenze belliche contingenti fu il comunista ortodosso inglese Maurice Dobb. Solo in anni recenti, dopo il crollo dell'Urss, gli storici hanno iniziato a propendere per una visione più realistica che vede nel comunismo "di guerra" un progetto insito nella stessa ideologia marxista e pianificato volutamente come primo passo verso il comunismo completo e mandato a monte dall'originaria mancata collettivizzazione delle terre (nella quale anche Dobb identificò il tallone d'Achille del governo di Lenin). Sebbene la dottrina marxista indicasse una società con accumulazione di capitale (inteso da Marx come capitale fisico e non come capitale finanziario) come presupposto fondamentale per la creazione del socialismo, Lenin sperava di poterla realizzare e completare in poco tempo dalla presa del potere. Secondo la storiografia ufficiale sovietica in seguito Lenin lo identificò come un errore quando nel 1921 abbandonò il sistema del comunismo di guerra in favore della nuova politica economica (NEP) che durò fino al 1928. Sul piano sociale e politico le misure prese furono molto meno giustificabili dal punto di vista marxista; il partito bolscevico rinnegava (in teoria solo temporaneamente) le rivendicazioni prerivoluzionarie: agli operai fu vietato lo sciopero e fu attuata la militarizzazione del lavoro, con turni di lavoro forzato e soppressione della libertà d'opinione. Nonostante la pena di morte fosse stata abolita dopo l'ottobre 1917, essa fu reintrodotta per il reato di "controrivoluzione" e amplissimi poteri discrezionali furono dati alla Čeka, la polizia politica che divenne simbolo della repressione di quegli anni. La censura fu rafforzata e vennero vietate molte testate anche di ideologia bolscevica. Chi veniva considerato non lavoratore (categoria molto ampia che comprendeva anche i contadini che facessero uso di braccianti sulle proprie terre) era marchiato come parassita sociale e perfino passibile di essere perseguito penalmente.
La nazionalizzazione completa delle industrie, gestite da collettivi operai e da caporioni, fu il primo passo del comunismo di guerra, giustificato dalla dottrina marxista. Lo stato avrebbe preso inoltre il controllo diretto della produzione agricola, subordinando le strutture latifondiste preesistenti alle proprie esigenze ed operando ampie requisizioni di derrate alimentari ai danni dei contadini (a molti dei quali la terra era stata regalata da Lenin nel novembre 1917). Ad un certo punto la compravendita privata fu vietata (anche se ampiamente tollerata come mercato nero) e si introdusse il razionamento e un sistema di tessere per l'equa suddivisione del cibo e dei beni di prima necessità. Queste misure portarono alla nascita di un fiorente mercato nero e al conseguente sensibile impoverimento della popolazione urbana (che aveva per definizione minor accesso al mercato nero rispetto alle campagne dove i beni venivano prodotti). Poiché il governo bolscevico ha attuato tutte queste misure in un periodo di guerra civile, esse erano molto meno coerenti e coordinate nella pratica di quanto potrebbero apparire sulla carta. Grandi aree della Russia rimasero al di fuori del controllo bolscevico e le cattive comunicazioni significarono che anche quelle regioni fedeli al governo bolscevico dovevano spesso agire da sole, prive di ordini o coordinamento da Mosca. 

## Politiche
Il comunismo di guerra includeva le seguenti politiche:
- Nazionalizzazione di tutte le industrie e l'introduzione di rigorose gestioni centralizzate
- Controllo statale del commercio estero
- Disciplina rigorosa per i lavoratori, con sciopero vietato
- Lavoro obbligatorio
- Prodrazvërstka - richiesta di surplus agricolo (in eccesso di un minimo assoluto) da parte dei contadini per una distribuzione centralizzata tra la popolazione rimanente
- Razionamento del cibo e della maggior parte dei prodotti, con distribuzione centralizzata nei centri urbani
- Lavoro subordinato vietato
- Controllo militare delle ferrovie

### Le tappe principali dalla rivoluzione di ottobre
- 8 novembre 1917 - Il Decreto sulla terra distribuisce la terra ai piccoli contadini
- 27 novembre 1917 - Il Decreto sul controllo operaio stabilisce i rapporti tra i consigli di fabbrica e la proprietà
- 14 dicembre 1917 - Nazionalizzate le banche
- 15 dicembre 1917 - Fondato il Consiglio supremo dell'economia nazionale (Vesencha) per dirigere la pianificazione
- 23 gennaio 1918 - Nazionalizzata la Marina mercantile
- 2 maggio 1918 - Nazionalizzata l'industria dello zucchero
- 11 giugno 1918 - Istituiti i Kombedy, assemblee dei contadini poveri
- 20 giugno 1918 - Nazionalizzato il settore petrolifero
- 28 giugno 1918 - Nazionalizzata la grande industria
- 28 giugno 1918 - Viene adottato il baratto al posto del denaro (il cui rublo comunque oramai non aveva più alcun valore), e le entrate tributarie sono sostituite da requisizioni eseguite dalle famigerate squadre annonarie
- 21 novembre 1918 - Abolito il commercio privato, le sue funzioni sono affidate al Narkomprod (fondato nel dicembre 1917, successivamente rinominato in Gossnab)
- 29 novembre 1920 - Nazionalizzata anche la piccola industria
- 8 marzo 1921 - Lenin introduce la Nuova politica economica che sostituisce il comunismo di guerra: torna l'uso del denaro e le requisizioni sono sostituite da imposte

## Obiettivi
Gli obiettivi dei bolscevichi nell'attuare il comunismo "di guerra" sono controversi. Alcuni commentatori, tra cui un certo numero di bolscevichi, hanno sostenuto che il suo unico scopo era quello di far fronte alle esigenze belliche contingenti. Vladimir Lenin, ad esempio, ha affermato che "la confisca delle eccedenze da parte dei contadini era una misura con cui siamo stati costretti dalle condizioni imperative del tempo di guerra". Altri bolscevichi, come Jurij Larin, Lev Kritzman, Leonid Krasin e Nikolaj Ivanovič Bucharin, hanno invece sostenuto che si trattava di un passaggio di transizione imprescindibile verso il socialismo, indipendente da ragioni contingenti. Lo storico Richard Pipes, il filosofo Michael Polanyi, ed economisti come Paul Roberts o Sheldon Richman, in linea con l'interpretazione di Larin, Kritzman, Krasin e Bukharin, hanno sostenuto che il comunismo "di guerra" era in realtà un tentativo di eliminare immediatamente, la moneta, il lavoro subordinato, la proprietà privata e il libero mercato, e in tal modo di attuare l'economia comunista in modo il più celere possibile solo approfittando dell'emergenza, e che i leader bolscevichi si aspettavano un aumento immediato e su larga scala della produzione economica. Questa opinione è stata sostenuta anche da Bucharin, che ha affermato che "abbiamo concepito il comunismo di guerra come la forma universale, per così dire" normale "della politica economica del proletariato vittorioso e non come correlata alla guerra, che è conforme a uno stato definito della guerra civile". Un rappresentante di questo modello di interpretazione è il professore di Oxford, Orlando Figes. Egli ha respinto la tesi secondo cui il comunismo "di guerra" era emerso come una necessità della guerra civile. Richard Pipes sottolinea che Lenin affermò nell'aprile 1921 che le misure bolsceviche del comunismo di guerra erano state applicate "dalla guerra e dalla rovina" e che la responsabilità degli eventi catastrofici di quel tempo era attribuita alle circostanze generali e non alle proprie azioni. Pipes lo definisce un tentativo di giustificazione non plausibile di Lenin e cita Trockij, che ha apertamente riconosciuto che la politica del comunismo "di guerra" non era semplicemente una reazione agli eventi contemporanei, ma voleva "raggiungere di più" con i bolscevichi, vale a dire "gradualmente... dal comunismo di guerra arrivare al vero comunismo". Pipes cita anche L. Kritsman e LN Jurowskiy, che hanno dichiarato: "Il comunismo di guerra non era solo il prodotto delle condizioni di guerra e di altre forze spontaneamente attive, era anche il risultato di una certa ideologia, la realizzazione di un preciso disegno sociopolitico, la vita economica del paese su principi completamente nuovi". Secondo lo storico Igor' Narskij, nella storiografia internazionale si tende a considerare entrambi i modelli di interpretazione insufficientemente validi. La politica del comunismo di guerra è descritta principalmente come una curiosa combinazione di principi della dottrina bolscevica e della necessità di rispondere alla realtà amara, motivo per cui ci sono interpretazioni contrastanti, colpi di scena inaspettati, conflitti nella leadership politica e preoccupazioni per la determinazione di potenziali sostenitori e oppositori. Secondo lui, indipendentemente da queste due interpretazioni, è storicamente chiaro che Lenin sopravvisse alla guerra civile con il comunismo "di guerra". Il partito bolscevico aveva raggiunto il suo obiettivo ed era rimasto al potere. 

## Risultati

### Militare
Il comunismo di guerra ebbe in gran parte successo al suo scopo primario di aiutare l'Armata Rossa a fermare l'avanzata dell'Esercito Bianco e di rivendicare la maggior parte del territorio dell'ex Impero russo in seguito.
Il comunismo di guerra permise al fragile stato bolscevico di superare una situazione oggettivamente disperata e di vincere una guerra su due fronti. Il controllo sulla produzione permise di rendere l'Armata Rossa un esercito professionale e di garantirne l'approvvigionamento per tutta la durata del conflitto. Le conseguenze economiche non furono ugualmente positive: la produzione agricola crollò per lo scarso rendimento del lavoro e quella industriale si trovò in una situazione analoga per la velocità con cui era stata attuata la riforma; una eventuale riconversione all'economia precedente sarebbe stata possibile solo grazie a una nuova apertura ai metodi capitalistici, attuata poi dalla NEP. Sul piano sociale le conseguenze furono, se possibile, ancora più ampie. La popolazione fu sprofondata nel terrore, un'arma politica che lo stesso Lenin (basandosi sull'esperienza francese) considerava indispensabile nei primi anni di una rivoluzione. La Čeka rimase un ricordo indelebile nella mente della popolazione, tanto che si ritenne opportuno scioglierla alla fine del comunismo di guerra, per sostituirla con la OGPU, un organo analogo e con lo stesso capo.

### Economico
Un mercato nero emerse in Russia, nonostante la minaccia di legge marziale contro il profitto. Il baratto  sostituì il denaro come mezzo di scambio e, nel 1921, la produzione dell'industria pesante era scesa al 20% dei livelli del 1913. Il 70% delle locomotive aveva bisogno di riparazioni e la richiesta di cibo, combinata con gli effetti di sette anni di guerra e una grave siccità, contribuì a una carestia che causò tra 3 e 10 milioni di morti. La produzione di carbone è diminuita da 27,5 milioni di tonnellate (1913) a 7 milioni di tonnellate (1920), mentre anche la produzione complessiva in fabbrica è diminuita dall'equivalente di 10.000 milioni di rubli a 1.000 milioni di rubli. Secondo il noto storico David Christian, anche la raccolta del grano è stata ridotta da 80,1 milioni di tonnellate (1913) a 46,5 milioni di tonnellate (1920). Christian, nel suo libro Russia imperiale e sovietica, sintetizza lo stato della Russia nel 1921 dopo anni di comunismo di guerra: 
 Un governo che afferma di rappresentare il popolo ora si è trovato sull'orlo di essere rovesciato da quella stessa classe operaia. La crisi aveva minato la lealtà dei villaggi, delle città e infine delle sezioni dell'esercito. È stato tanto grave quanto le crisi affrontate dal governo zarista nel 1905 e nel febbraio 1917.

### Artistico
Un indicatore positivo del funzionamento del comunismo "di guerra" si rivelò inaspettatamente nel settore artistico. L'entusiasmo post-rivoluzionario, la tradizione russa del modernismo, l'eliminazione dello zarismo e l'incentivo creato dalla Proletkult (cultura proletaria) hanno visto prosperare l'espressione artistica d'avanguardia nell'era del comunismo di guerra. La fioritura delle arti fu resa possibile dal fatto che, ricevendo ognuno uguale razione indipendentemente da tutto, gli artisti non erano più costretti a tralasciare la loro creatività o sottostare alla volontà di mecenati per doversi procurare il pane per vivere, essendogli questo fornito incondizionatamente mediante il razionamento.

### Sociale
Nelle città e nelle campagne circostanti, la popolazione ha sofferto di difficoltà a causa della guerra. I contadini si rifiutarono di cooperare nella produzione di cibo. I lavoratori iniziarono a migrare dalle città alla campagna, dove le possibilità di nutrirsi erano più alte, diminuendo così ulteriormente la possibilità di baratto di beni industriali per il cibo e peggiorando la difficile situazione della popolazione urbana rimanente. Tra il 1918 e il 1920, Pietrogrado perse il 70% della sua popolazione, mentre Mosca perse oltre il 50%.
I funzionari comunisti furono paralizzati dalla Carestia russa del 1921-1923 perché non poterono dare la colpa ai soliti nemici. Il cibo veniva acquistato all'estero tramite prestiti e beneficenza ma andava tutto in città, non ai contadini. Infine, l'offerta di Herbert Hoover di cibo americano per un valore di 62 milioni di dollari e 8 milioni di dollari in medicina è stata accettata, dando da mangiare a 11 milioni di persone. Altre agenzie esterne hanno alimentato altri tre milioni.
Secondo David Christian, la Čeka (la polizia segreta del Partito Comunista di Stato) ha riportato 118 rivolte contadine solo nel febbraio 1921. La scelta di abbandonare il comunismo di guerra venne presa in seguito alla serie di ribellioni contadine (tra le quali la più estesa fu quella di Tambov), e soprattutto dopo l'ammutinamento della base navale di Kronštadt, i cui soldati erano stati tra i più attivi sostenitori della rivoluzione d'ottobre. La ribellione fece sussultare Lenin, perché i bolscevichi consideravano i marinai di Kronštadt i "più rossi dei rossi". Il bombardamento della base di Kronštadt da parte dell'Armata Rossa di Lev Trockij è visto da alcuni storici come l'evento che pone fine al periodo rivoluzionario in Russia. Da parte anarco-comunista la rivolta di Kronštadt viene interpretata come una quarta rivoluzione vera e propria (dopo quella del 1905, di febbraio, e d'ottobre), fallita, vedendo in tale evento molto più che il caso localizzato e contingente al quale apparentemente si riduce storiograficamente. Una quarta rivoluzione, come reazione alle politiche di un governo visto come causa di continue rivolte contadine, che, rovesciando i bolscevichi, avrebbe dovuto instaurare il comunismo definitivo evolvendo il comunismo di guerra attuando la collettivizzazione delle terre come soluzione alle rivolte contadine ma non ritornando al capitalismo (seppur "di stato") come fece Lenin con la NEP.

## Critiche
Nel pieno della rivolta contadina anti-sovietica partita da Tambov (la più estesa e pericolosa dalla rivoluzione di ottobre, che coinvolge quasi mezza Russia etnica) e della rivolta anarchica dei marinai di Kronštadt, si svolge il X Congresso del Partito Comunista Russo (bolscevico) nel quale Lenin introduce la nuova politica economica che sostituisce il comunismo di guerra: torna l'uso del denaro (benché l'azienda di stato Goznak stampasse già valori bollati dal 6 giugno 1919), inizialmente buoni non convertibili (poiché l'obiettivo dichiarato del governo sovietico rimaneva ufficialmente ancora quello di costruire una società comunista in cui non ci sarebbero stati soldi) denominati "sovznaki" (abbreviazione di "sovetskie znaki", ossia "buoni sovietici"), successivamente (dal 1º novembre 1922, a seguito di riforma monetaria, segnano con ciò l'ineluttabilità della circolazione monetaria) valuta vera e propria denominata "červonec'" (in italiano, desueto: cervone); le requisizioni sono quindi sostituite da imposte computate e versate in certificati cartacei (scemano così le rivolte contadine inerenti). Viene abolito il lavoro coatto e militarizzato (il quale aveva assunto la forma di vera e propria schiavitù e servitù della gleba causa di rivolte al pari delle requisizioni) e sostituito da quello salariato, nelle fabbriche e negli impianti viene introdotta la contabilità dei costi, ed il loro sistema dirigenziale basato sui caporioni (spesso inetti e corrotti) viene sostituito da consigli di amministrazione di nomina ministeriale; la libertà di commercio viene ripristinata e quella di impresa confermata ma rimane la proibizione dell'utilizzo di manodopera dipendente. 
Sebbene Lenin avesse inizialmente inteso la NEP come una fase di reflusso solo provvisoria e contingente indotta dall'emergenza, stretto da un lato dalle rivolte contadine e dall'altro dal rischio di un rovesciamento del suo governo da parte di bolscevichi oltranzisti, il sistema inizialmente praticato con il comunismo di guerra non fu più ripristinato; per questo, nonostante Karl Marx non abbia mai indicato precisamente in cosa dovesse consistere in pratica il sistema comunista, gli interpreti marxisti "puristi" ritengono che l'abbandono del comunismo di guerra basato sul metodo distributivo del razionamento (ossia secondo loro del comunismo tout court, da evolvere in seguito ma non abbandonare totalmente come, secondo questa interpretazione, invece fece Lenin) abbia rappresentato l'abbandono del sistema comunista stesso, non considerando essi più tale quello che ne seguì ma solo un capitalismo di stato ritenendo essi assolutamente imprescindibile dal sistema comunista l'abolizione del concetto stesso di "unità di conto" conseguentemente rappresentato dal denaro nel suo utilizzo come mezzo di scambio e di accumulazione di valore ("capitale") e quindi inconciliabile con il comunismo la sua esistenza che Marx implicitamente non avrebbe contemplato. Questa critica si sviluppò perché il governo bolscevico aveva fin da subito mostrato, a opinione dei "puristi" marxisti libertari, caratteristiche degenerate da demagogia e populismo, ad iniziare dal Decreto sulla terra l'8 novembre 1917, il quale invece di collettivizzarla sotto la forma che poi verrà presa da Giuseppe Stalin nei sovchoz venne invece distribuita in proprietà privata ai piccoli contadini (kombedy), dotandoli successivamente (11 giugno 1918) di libertà di associazione (soviet propri, quindi a difesa dei propri interessi particolari), tradendo l'impostazione marxista originaria e aprendo di conseguenza la necessità di applicare metodi liberticidi allo scopo di reprimere tali interessi particolari esistenti. Di conseguenza secondo tale visione che identifica nel comunismo di guerra il comunismo marxista autentico (o quantomeno "sulla strada giusta" per divenirlo), tutte le conseguenze negative riscontrate nella sua applicazione sono da imputare originariamente proprio e solamente alla mancata collettivizzazione delle terre. Sebbene successivamente Stalin collettivizzò la terra, lo fece rimanendo per il resto nel medesimo sistema finanziario della NEP, da cui la permanenza delle medesime distorsioni causate in primis dall'esistenza di un'unità di conto con tutte le relative conseguenze, dai marxisti libertari imputate quindi anche al sistema stalinista tanto quanto alla NEP.